# 253 (szám)
A 253 (római számmal: CCLIII) egy természetes szám, félprím, a 11 és a 23 szorzata; háromszögszám.

## A szám a matematikában
A tízes számrendszerbeli 253-as a kettes számrendszerben 11111101, a nyolcas számrendszerben 375, a tizenhatos számrendszerben FD alakban írható fel.
A 253 páratlan szám, összetett szám, azon belül félprím, kanonikus alakban a 111 · 231 szorzattal, normálalakban a 2,53 · 102 szorzattal írható fel. Négy osztója van a természetes számok halmazán, ezek növekvő sorrendben: 1, 11, 23 és 253.
Háromszögszám, középpontos kilencszögszám, középpontos hétszögszám és középpontos tizenkétszögszám.
A 253 négyzete 64 009, köbe 16 194 277, négyzetgyöke 15,90597, köbgyöke 6,3247, reciproka 0,0039526. A 253 egység sugarú kör kerülete 1589,64588 egység, területe 201 090,20416 területegység; a 253 egység sugarú gömb térfogata 67 834 428,9 térfogategység.
A 253 helyen az Euler-függvény helyettesítési értéke 220, a Möbius-függvényé 1, a Mertens-függvényé −1.